# Зеландська Фландрія
Зеландська Фландрія (нід. Zeeuws-Vlaanderen [ˌzeːu̯sˈflaːndərə(n)] ( прослухати); зеланд. Zeêuws-Vlaonderen; з.-флам. Zêeuws-Vloandern) — найпівденніший регіон провінції Зеландія на південному заході Нідерландів. Він розташований на південь від Західної Шельди, яка відділяє регіон від решти Зеландії та Нідерландів на півночі. На півдні та сході Зеландська Фландрія межує з Бельгією.

## Географія
Зеландська Фландрія є північно-східною частиною великого історичного регіону Фландрія, який сьогодні лежить переважно на території Бельгії. Має сухопутний кордон із бельгійськими провінціями Східна та Західна Фландрія. Це орієнтована з заходу на схід смуга землі вздовж Західної Шельди, гирла Північного моря, що не має сухопутного доступу до решти Нідерландів. Площа Зеландської Фландрії становить 876 км з яких 733 км є сушею і 143 км є водною поверхнею.

Регіон межує з природним заповідниками Звін на заході та Заплавними землями Сафтінге на сході.
| Сльойс |

| Тернезен |

| Гюлст |

Після реформ місцевого самоврядування в 2003 році Зеландська Фландрія складається лише з трьох муніципалітетів: Сльойс на заході, Тернеузен у центрі та Гюлст на сході.

## Транспорт
Зеландська Фландрія з'єднана з Зюйд-Бевеландом на півночі Західним Шельдським тунелем, тунель проходить під Західною Шельдтою (лиманом). Тунель прибуває 18 км на схід від Флашинга на півострові Зюйд-Бевеланд. До будівництва тунелю існувало два автомобільні пороми, які з'єднували Зеландську Фландрію з іншими частинами Зеландії, один пором із Перкпольдера до Круйнінгена на Зюїд-Бевеланді, а другий з Брескенса до Флашинга на Вальхерені . Цей останній пором існує й досі, але може лише використовуватися пішоходами та велосипедистами.
Через Зеландську Фландрію проходить канал Гент-Тернезен.
Вантажна залізнична лінія з'єднує Тернойзен із залізничною станцією Гент-Дампорт.

## Історія
За винятком деяких колишніх острівних територій, регіон, який зараз називається Зеландською Фландрією, не був частиною історичного Зеландського графства, а входив до складу Фландрського графства, що після отримання Об'єднаними провінціями Нідерландів незалежності залишилося в складі Габсбурзьких Нідерландів. Регіон перебував на лінії фронту у Вісімдесятирічній війні та був завойований Нідерландською республікою в 1604 році. Таким чином, це була єдина частина Фландрії, що стала частиною нової республіки.
Зеландська Фландрія згодом перебувала під безпосереднім управлінням нідерландських Генеральних штатів (парламент) як одна з генеральських земель і називалася Фландрією штатів (Staats-Vlaanderen). Після окупації французами в 1795 році територія увійшла до складу департаменту Еско. До утворення Сполученого Королівства Нідерландів у 1815 році Зеландська Фландрія протягом кількох років була територією нідерландської провінції Північний Брабант, але коли була утворена нинішня провінція Зеландія, Зеландська Фландрія стала її частиною, навіть після бельгійської революції 1830 року, яка відокремила решту голландської Фландрії від Нідерландів.
Станом на  2010 рік населення Зеландської Фландрії становило 106,522 особи зі щільністю 145 осіб на 1 кв. км.

## Суперечки з Бельгією
Оскільки Зеландська Фландрія історично була частиною Фландрії, бельгійські політики неодноразово висували вимоги та плани її анексії.
Відомим прикладом є те, що Леопольд II планував вторгнутися в Нідерланди ще до того, як став королем. Він також планував анексувати Лімбург і мав шпигунів, аби отримати інформацію про голландську армію. Він вирішив скасувати свої плани після контакту з Францією, яка його не підтримала.
Інша відома подія відбулася незабаром після Першої світової війни. Бельгія знову претендувала на Зеландську Фландрію та Лімбург. Незважаючи на те, що Нідерланди були нейтральними у війні, Бельгія вважала нейтралітет ознакою підтримки Німеччини та підозрювала Нідерланди у співпраці з нею.

## Мова
Рідним діалектом західної частини регіону є зеландська фламандська мова, яку можна вважати різновидом як західнофламандської, так і близькоспорідненої зеландської мови. У центральних регіонах розмовляють діалектами ланд-ван-Аксельс і ланд-ван-Кадзандс зеландської мови, яка сама є мовою переходу між західнофламандською та голландською мовами. У східній частині розмовляють східнофламандською з деяким впливом Брабанту. Оскільки деякі менші території були ізольовані водою і тому були невеликими островами, є деякі діалекти, які дещо відрізняються від «нормального» діалекту.

## Видатні мешканці
- Лодевейк ван ден Берг, астронавт
- Віллем Беукельзун, винахідник гібінгу
- Дік Діз, політик
- Ян Ехаут, автор
- Жак Гамелінк, письменник і поет
- Вім ван Ганегем, футболіст і тренер
- Ате де Йонг, режисер
- Аннабел Костен, плавчиня
- Тео Мідделкамп, професійний велосипедист
- Рулоф Неліссен, політик і банкір
- Йос де Путтер, режисер
- Сандра Рулофс, перша леді Грузії (дружина президента Михеіла Саакашвілі)
- Пол Тінген, письменник, журналіст, музикант
- Кіз Торн, комік
- Матильда Віллінк, громадський діяч
- Герман Вайфельс, голландський адміністратор Світового банку у Вашингтоні